# روبرت إم. تشارلتون
روبرت إم. تشارلتون هو محامي وقاضي وسياسي أمريكي، ولد في 19 يناير 1807 في سافانا في الولايات المتحدة، وتوفي بنفس المكان في 18 يناير 1854. نشط حزبياً في الحزب الديمقراطي. وقد انتخب عضو مجلس الشيوخ الأمريكي ‏ عن دائرة مقعد جورجيا من الدرجة الثانية ‏ وقد انضم خلال فترته النيابية ‏ (31 مايو 1852 – 3 مارس 1853) للكتلة البرلمانية الحزب الديمقراطي وانتخب عضو مجلس نواب جورجيا ‏ وانتخب عضو مجلس الشيوخ الأمريكي ‏.